# Contra viento y marea (telenovela de 1997)
Contra viento y marea es una telenovela venezolana escrita por Leonardo Padrón y producida y transmitida por la cadena Venevisión en el año 1997. 
Protagonizada por Guillermo Dávila y Ana Karina Manco, y con las participaciones antagónicas de  Mimí Lazo, Carolina Perpetuo y Carlos Olivier. Cuenta con las actuaciones estelares de Gustavo Rodríguez y Elba Escobar.

## Trama
Daniela Borges de Millán tiene actualmente treinta y seis años, está casada, tiene una hija y un trabajo estable. Pero todos saben que Daniela Borges está casada con el hombre equivocado. Su verdadera historia de amor se quedó enterrada en el pasado. Para más señas, dicen el hombre de su vida está muerto. 
Hace 20 años, cuando Daniela apenas era una adolescente, lo conoció. Y eso le cambió la vida para siempre. Ella ya era novia de su actual esposo, Aquiles Millán. Daniela era una joven sumisa, influida en mucho por los designios de su madre, un ser autoritario y posesivo, llamada Doña José. Cuando Daniela conoció a Sebastián León, los dos se enamoraron profundamente y decidieron huir juntos, pero la huida fue un fracaso. 
Don Román Borges, padre de Daniela, le prohibió a su hija volver a encontrarse con ese muchacho que le estaba sublevando el espíritu. Una trágica noche, Sebastián, en el colmo de la desesperación, decidió hablar con don Román y jugárselo todo por su amor. Los dos se encerraron en la biblioteca de la casa y discutieron a gritos hasta que finalmente el silencio de la noche fue roto por el sonido de dos disparos. Daniela, su hermana y su madre corrieron hacia la biblioteca y encontraton el cadáver de don Román; todo apuntaba a que Sebastián era el culpable de esa muerte. El amor de Daniela se convirtió en odio, Sebastián fue condenado a veinte años de prisión. 
Devastada por la tragedia y persuadida por Doña José, Daniela viajó a los Estados Unidos a reunirse con Aquiles y sobre todo a tratar de olvidar lo sucedido. Daniela no tuvo más remedio que casarse con Aquiles, entregarse a la rutina de un matrimonio, a la posibilidad de ser madre y al sistemático ejercicio del olvido. Un día, estando en Estados Unidos, su madre le mandó una breve carta donde le notificaba que Sebastián había muerto en un motín carcelario. Aparentemente, la vida hacía justicia; sin embargo, esta noticia destrozó a Daniela, quien meses más tarde volvió a casa definitivamente, ahora casada, con un embarazo muy avanzado y con un duelo eterno por Sebastián. 
Hoy, 20 años después, Daniela y Aquiles celebran su aniversario de bodas. El mismo día de la fiesta, una astróloga le dice que ella sigue aún enamorada de un viejo fantasma y que algo trascendental está a punto de ocurrir. La predicción reaviva recuerdos olvidados de Daniela, que desconoce un detalle esencial: Sebastián León está vivo, y ese mismo día sale en libertad. Sebastián sólo tiene dos ideas en su mente: probar su inocencia y buscar a Daniela para recuperar su amor.
Varias preguntas se ciernen sobre el horizonte de esta historia: ¿quién mató realmente al padre de Daniela? ¿Y qué pasará en la vida de Daniela cuando descubra que aún ama a Sebastián? Ella ya tiene una vida hecha al lado de otro hombre, pero nunca ha sido feliz. Entonces, ¿estarán condenados a vivir separados sabiéndose enamorados el uno del otro?.

## Elenco
- Guillermo Dávila - Sebastián León
- Ana Karina Manco - Daniela Borges Montilla de Millán
- Carolina Perpetuo - Virginia Lugo
- Mimí Lazo -  Josefina "Doña José" Montilla Vda. de Borges
- Carlos Olivier - Aquiles Millán
- Gigi Zanchetta - Xiomara Barreto Quintana
- Juan Carlos Vivas - El Duque
- Elizabeth Morales - Susana
- Yanis Chimaras -  Jesús "Chúo" García
- Lourdes Valera - Leticia Flores "La Zurda"
- Roberto Lamarca - Nicolás Guerra
- Elba Escobar - Mística Gamboa
- Gustavo Rodríguez - Álvaro Luján
- Jonathan Montenegro - Ignacio Guzmán Echeverría
- Deyalit López - Azúcar Gamboa
- Eileen Abad - Isabela Millán Borges "La Nena"
- Virginia García - Valeria Borges Montilla de Guerra
- María Eugenia Pereira - Tamara
- Tatiana Padrón - Fabiola de Rangel
- Elio Pietrini - Mauricio
- Margarita Hernández - Guadalupe "Lupe" Sánchez
- Aitor Gaviria - Tobías Rangel
- Romelia Agüero - Crisálida Quintana de Barreto
- José Torres - Zorba Flores
- Sofía Díaz - Gabriela "Gabrielita" Guerra Borges
- Aroldo Betancourt - Román Borges
- Viviana Gibelli - Carolina
- Ángela Hernández - Carminia
- Patricia Oliveros - Marcela
- Marcos Campos - Comisario
- Carlos Omaña - Detective
- Kassandra Tepper -  Brenda
- Petite Kutlesa - Carolina

## Producción
- Original: Leonardo Padrón.
- Dialoguistas: Doris Seguí y Monica Montañés.
- Director de Producción: César Miguel Rondón.
- Producción Ejecutiva: Alicia Ávila.
- Producción General: Laura Rodríguez y Ángel Boscán.
- Dirección General: Carlos Izquierdo.
- Dirección Exteriores: Leonardo Galavis y Arturo Páez.
- Dirección de Arte: Adriana Vicentelli.
- Dirección de Post-Producción: Ivonne Sánchez.
- Edición: Javier López y Antonio Parada.
- Musicalización: Luis Román.

## Versión
- El amor las vuelve locas, telenovela realizada por Venevisión en el año 2005. Fue producida por Carolina De Jacobo; y estuvo protagonizada por Lilibeth Morillo y Carlos Montilla; y fue antagonizada por Loly Sánchez.